# Ramp (TV-program)
Ramp är ett TV-program som riktar sig till grundskoleelever i årskurs 7-9 och produceras av Utbildningsradion. Det tar upp olika ämnen som till exempel droger, mobbning, parrelationer, ryktesspridning, rån, föräldrar och sexuella övergrepp. Det sändes på SVT 2001–2010. Följande personer har varit programledare: Tobias Lundén, Kajsa Antonell, Emil Nikkhah, Ayla Kabaca, Samanda Ekman och senast Nisse Edwall. 2010 var Nour El Refai bisittare. Från och med 2008 gästade sexualupplysarna Reyhaneh Ahangaran och Luis Lineo från RFSU (Riksförbundet för sexuell upplysning) regelbundet studion för att bland annat besvara tittarfrågor. Programmet sändes även i en version på teckenspråk.
Första säsongen skapades till stor del av tittarna via webben. Unga debatterade i studion och det visades kortfilmer, konst, animationer och poesi som ungdomar skickade till redaktionen. Programmet fick sedan ny prägel. Kända personer bjöds in för att berätta om sina personliga erfarenheter och ge råd. 